# 庫班大饑荒
庫班大饑荒（羅馬化：Holodomor na Kubani）是蘇聯政府在库班和北高加索地区农村地区人为制造的大規模饑荒，当时该地区的人口大多為乌克兰人。是次饑荒是蘇聯政府一系列种族及种族文化灭绝烏克蘭人政策的一部分。